# Dvärgbrytare

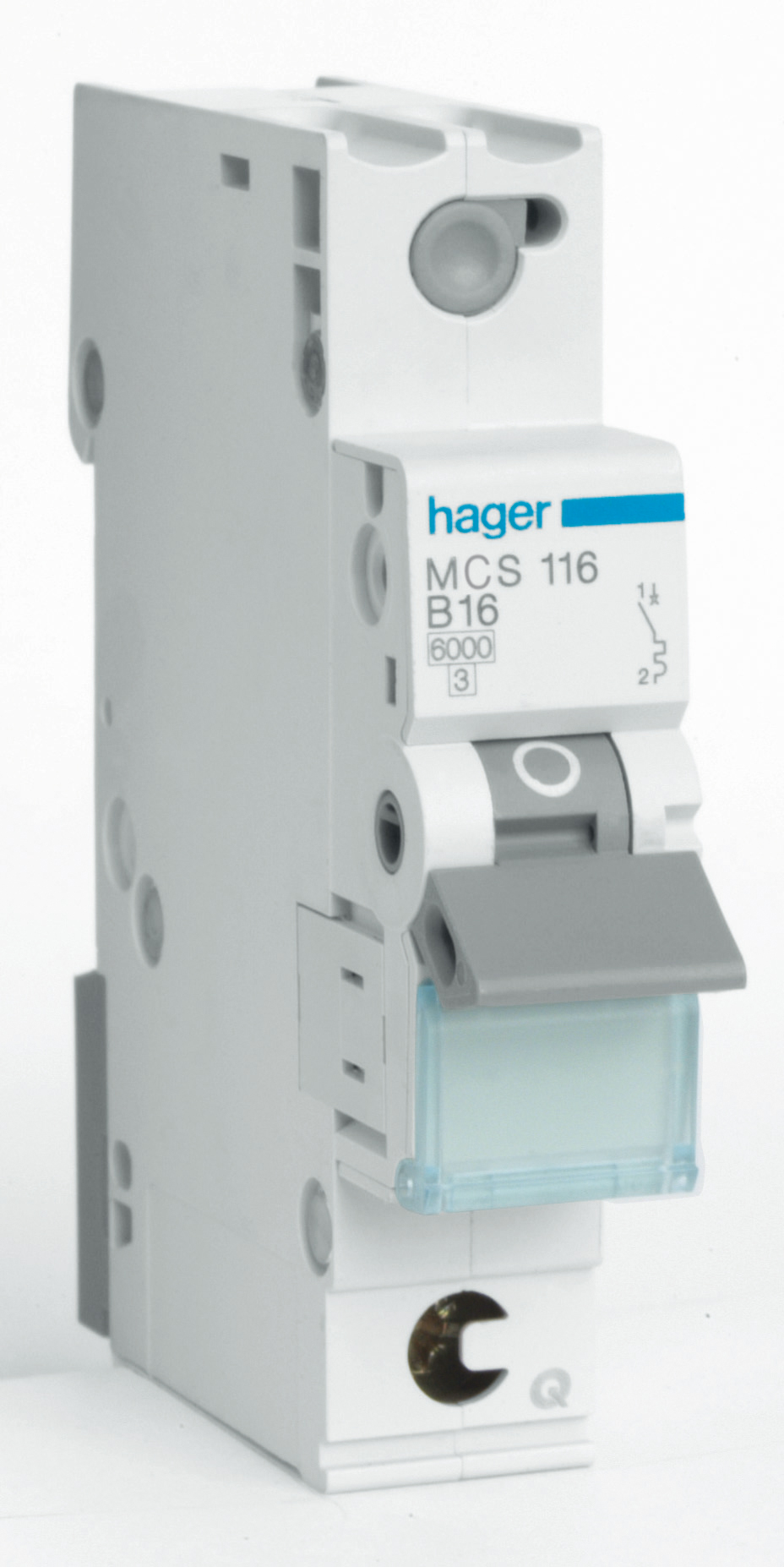
Enpolig dvärgbrytare

En dvärgbrytare eller automatsäkring är en automatisk elektrisk strömbrytare som är avsedd att skydda en elektrisk krets från skador som orsakas av överström och kortslutning. Till skillnad från en säkring som utlöses en gång och sedan måste ersättas, kan en dvärgbrytare återställas (antingen för hand eller automatiskt) för att återuppta normal drift. Dvärgbrytare tillverkas i olika storlekar, från små enheter som skyddar enskilda hushållsapparater till högspänningskretsar som förser hela städer.

## Funktion
Magnetiska kretsbrytare byggs med en solenoid (elektromagnet) vars dragstyrka ökar när strömstyrkan ökar. När strömmen tilltagit tillräckligt, drar solenoiden ett järnbleck åt sidan, och kretsen bryts. Värmestyrda kretsbrytare använder sig av en bimetallremsa som upphettas och böjs när strömstyrkan ökar, och bryter slutligen kretsen. Termomagnetiska dvärgbrytare är vanliga i elcentraler och använder sig av båda teknikerna, där elektromagneten reagerar på korta, stora strömökningar och bimetallen reagerar på mindre extrema men långvariga överströmstillstånd. När en kortslutning sker och kontakterna bryts kan en ljusbåge uppstå, vilket tillåter överströmmen att flöda. Därför måste dvärgbrytare tillverkas med anordningar för att dela upp och släcka ljusbågen.